# Fred Gwynne
Fred Gwynne (eigentlich Frederick Hubbard Gwynne; * 10. Juli 1926 in New York City; † 2. Juli 1993 in Taneytown, Maryland) war ein US-amerikanischer Schauspieler und Kinderbuchautor.

## Leben
Fred Gwynne wurde als Sohn von Frederick Walker Gwynne und Dorothy Ficken geboren. Er ging nach der High School zunächst zur Navy, um dort während des Zweiten Weltkriegs als Funker auf einem U-Jagd-Boot im Pazifik zu dienen.
Nach seiner Entlassung nahm der Harvard-Absolvent Schauspielunterricht und spielte einige Jahre auf verschiedenen Bühnen und in einigen Fernsehserien. Die bekannteste Rolle des 1,96 Meter großen Fred Gwynne war die des Herman Munster in der Fernsehserie The Munsters. Nachdem The Munsters abgesetzt worden war, bekam Gwynnes Karriere einen Knick, da viele Besetzungschefs ihn auf das Rollenmuster Herman Munster festgelegt sahen.
Zwischenzeitlich schrieb und illustrierte er Kinderbücher, die Simon & Schuster mit großem Erfolg herausgebracht haben, und betätigte sich als Bühnenschauspieler.
Dennoch trat er in seiner fast 40-jährigen Kino-Karriere in Klassikern auf wie Die Faust im Nacken, Cotton Club, Eine verhängnisvolle Affäre (mit Michael Douglas und Glenn Close), Wolfsmilch oder Woody Allens Kafka-Hommage Schatten und Nebel sowie 1990 in Mord in schwarz/weiß (mit Richard Crenna und Kenneth Welsh). In der britischen Komödie Wasser trat er als Ölmagnat auf. Seine wohl bekannteste Kinorolle hatte er in Friedhof der Kuscheltiere nach dem Roman von Stephen King.
Gwynne war zweimal verheiratet. Aus seiner ersten Ehe mit Jean Reynard, die 1980 geschieden wurde, gingen fünf Kinder hervor: Gaynor (* 1952), Keiron Gwynne (* 1954), Evan (* 1956), Madyn (* 1958), Dylan (1960–1963, ertrunken). 1988 heiratete Gwynne Deborah Flater. Er starb 1993 wenige Tage vor seinem 67. Geburtstag an Pankreaskrebs und wurde in Finksburg, Maryland, bestattet.

## Filmografie (Auswahl)
Fernsehserien und Shows
- 1955–1956: The Phil Silvers Show
- 1956: Studio One
- 1957: The Kaiser Aluminum Hour
- 1957: Kraft Television Theatre
- 1958: The Steve Allen Show
- 1958: The DuPont Show of the Month
- 1961: Play of the Week
- 1961–1963: Wagen 54, bitte melden (Car 54, Where Are You?, Fernsehserie)
- 1962: The DuPont Show of the Week
- 1963: The United States Steel Hour
- 1964: Brenner
- 1964–1966: The Munsters
- 1976: Der Preis der Macht (Captains and the Kings)
- 1982: American Playhouse
- 1985: Kain und Abel (Kane & Abel)
- 1989: Eine schrecklich nette Familie (Married … with Children, Folge 7x20: Wessen Po ist das?)

Kinofilme
- 1954: Die Faust im Nacken (On the Waterfront)
- 1966: Gespensterparty (Munster Go Home!)
- 1966: Antkeeper
- 1979: La Luna
- 1980: Simon, der Außerirdische (Simon)
- 1981: Der ausgeflippte Professor (So Fine)
- 1984: Cotton Club
- 1985: Wasser – Der Film (Water)
- 1986: Off Beat – Laßt die Bullen tanzen (Off Beat)
- 1986: Der Knabe, der fliegen konnte (The Boy Who Could Fly)
- 1987: Jake’s M.O.
- 1987: Das Geheimnis meines Erfolges (The Secret of My Succe$s)
- 1987: Eine verhängnisvolle Affäre (Fatal Attraction)
- 1987: Wolfsmilch (Ironweed)
- 1988: Bright Lights
- 1988: Big City
- 1989: Waiting for Salazar
- 1989: Im Tresor ist die Hölle los (Disorganized Crime)
- 1989: Friedhof der Kuscheltiere (Pet Sematary)
- 1991: Schatten und Nebel (Shadows and Fog)
- 1992: Mein Vetter Winnie (My Cousin Vinny)

Fernsehfilme
- 1968: Mad Mad Scientist (Kurzfilm)
- 1969: Arsenic and Old Lace
- 1969: Anderson and Company
- 1969: The Littlest Angel
- 1971: The Police
- 1971: Dames at Sea
- 1972: Harvey
- 1974: Paradise Lost
- 1977: Junge über Bord (Captains Courageous)
- 1979: Pater Brown läßt sich nicht bluffen (Sanctuary of Fear)
- 1980: Jack-a-boy (Kurzfilm)
- 1980: A Day with Conrad Green
- 1980: The Man That Corrupted Hadleyburg (Kurzfilm)
- 1981: Die Rückkehr der Familie Frankenstein (The Munsters’ Revenge)
- 1982: Any Friend of Nicholas Nickleby Is a Friend of Mine
- 1982: Der geheimnisvolle Fremde (The Mysterious Stranger)
- 1986: Kopflos – Die Frau aus dem Nichts (Vanishing Act)
- 1986: Seine letzte Chance (The Christmas Star)
- 1987: Irre jagen Irre (Murder by the Book)
- 1990: Earthday Birthday (Zeichentrickfilm)
- 1990: Mord in schwarz/weiß (Murder in Black and White)
- 1992: Lincoln (Stimme)